# Literatura anglosaxona
L'antiga literatura anglesa (o literatura anglosaxona) abasta la literatura escrita en anglès antic (també anomenat anglosaxó) a l'Anglaterra anglosaxona, en el període comprès entre el segle setè i la conquesta normanda de 1066. Aquests treballs inclouen gèneres com la poesia èpica, l'hagiografia, els sermons, les traduccions de la Bíblia, els treballs legals, les cròniques, les endevinalles, i altres. En total, hi ha prop de 400 manuscrits supervivents de l'època, un corpus important tant d'interès popular com per a recerca especialitzada. L'obra més coneguda d'aquesta literatura és el Beowulf.